# バーゼル・ファスナハト
バーゼル・ファスナハト（ドイツ語: Basler Fasnacht）は、スイス北西部の町、バーゼルで開催されるスイス最大のカーニバル。毎年灰の水曜日の翌週月曜から3日間にわたり開催される。メインのパレードは月曜と水曜の午後。1万人～1万8千人のマスクを付けた楽団が、カラフルな紙吹雪をまき散らしながら市内各所を回る。

## 概説

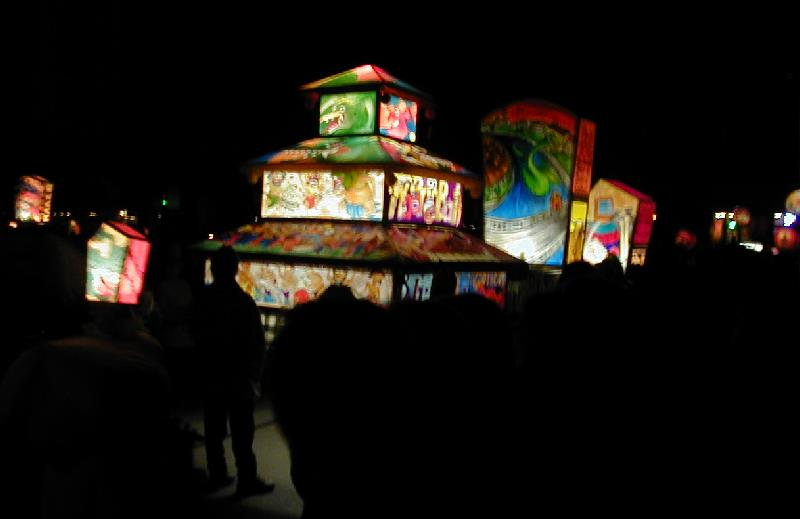
バーゼル・ファスナハト2013のモルゲンシュトライヒ

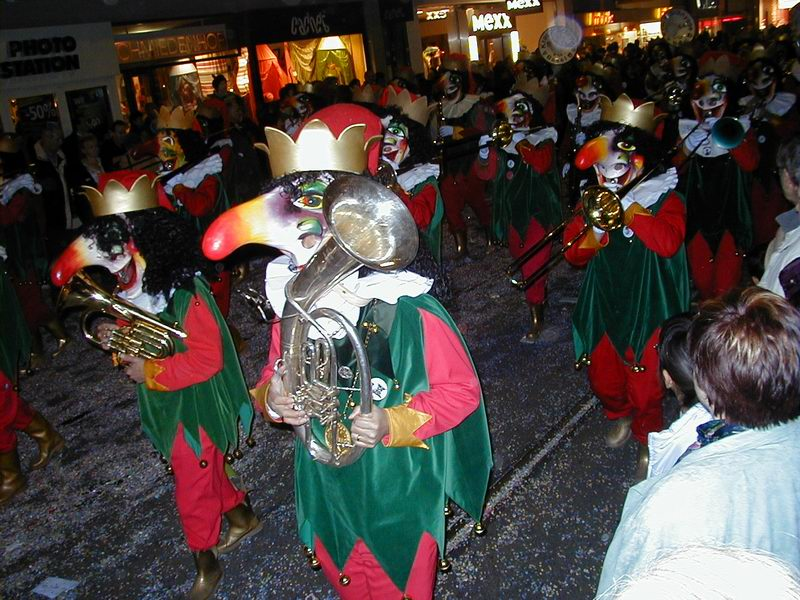
グッゲンムジークのパレード

バーゼル・ファスナハトは、毎年灰の水曜日の翌週月曜から3日間にわたり開催される。地元ではこの期間を「一年で最高の3日間」と呼んでいる。開催日は年によって異なるが、例年2月中旬から3月上旬の間の3日間。カーニバルの期間、参加者は国籍、年齢、社会的地位などを取り払い、お互いをファーストネームで呼び合う。
カーニバルは月曜の早朝4時、暗闇の中でのパレード、モルゲンシュトライヒで幕を開ける。町の灯りが消された暗闇の中に約200の灯篭が浮かぶ様は幻想的で、ドラムとピッコロの音と共に市内を練り歩く。
メインのパレードは月曜と水曜の午後に行われる。1万人～1万8千人のマスクを付けた楽団が、カラフルな紙吹雪をまき散らしながら市内各所を回る。それぞれのグループは、過去1年の間の、政治、社会、日常生活におけるホットな話題をテーマに、ウィットとユーモアを効かせ、灯篭や衣装を選ぶ。それらの題材はスジェ（Sujets、フランス語でテーマの意味）と呼ばれる。近年では地元の話題に留まらず、国際的な問題も取り上げられる。
「グッゲンムジーク」とは、わざと音階を少し外して演奏するブラスバンド。火曜の夜にはグッゲンムジークの音楽隊が市内を練り歩き、大聖堂前の広場では灯篭の展示が行われる。
水曜午後から始まるパレードは、夜にかけて最高潮を迎え、木曜の早朝4時まで続く。まだ寒い季節の中、カラフルな衣装に身を包んだ人々が躍動する姿を見るには絶好の機会。開催期間中は、市内を歩けばパレードの一団を簡単に見つけることができる。